# Итапира
Итапира — бразильский муниципалитет в штате Сан-Паулу. Он расположен на широте 22°26'00" (юг) и долгота 46º49'18" (запад), находясь на высоте 643 метра. Его население оценивалось в 73 844 жителей [3] (по данным IBGE 2017). По данным ПРООН, его ИРЧП считается средним, являясь 213-м по величине в штате и 703-м по величине в стране.

## История
Город основан 24 октября 1820 года.

## Статистика
- Валовой внутренний продукт на 2003 составляет 830.277.864,00 реалов (данные: Бразильский институт географии и статистики).
- Валовой внутренний продукт на душу населения на 2003 составляет 12.562,08 реалов (данные: Бразильский институт географии и статистики).
- Индекс развития человеческого потенциала на 2000 составляет 0,794 (данные: Программа развития ООН).

## География
Климат местности: горный тропический. В соответствии с классификацией Кёппена, климат относится к категории Cwa.